# Walter Griffin (peintre)
Pour les articles homonymes, voir Walter Griffin et Griffin.
Walter Griffin, né Walter Parsons Shaw Griffin le 14 janvier 1861 à Portland dans l'état du Maine et décédé le 18 mai 1935 dans la même ville, est un peintre impressionniste américain, spécialisé dans la peinture de paysage. Membre de la colonie artistique d'Old Lyme, il a beaucoup voyagé au cours de sa vie, observant et peignant les paysages de la région de la Nouvelle-Angleterre et plus particulièrement des états du Maine et du Connecticut, de la France, ou il a longtemps vécu, y découvrant le travail des peintres de l'école de Barbizon et habitant notamment à Paris, Fleury-en-Bière, Boigneville et Contes, de la Norvège, de l'Italie et de la ville de Québec au Canada.

## Biographie
Walter Griffin naît à Portland dans l'état du Maine en 1861. Il a pour père le sculpteur sur bois et peintre Edward Souther Griffin et pour mère Lydia Osgood Griffin. En 1877, il commence à étudier les beaux-arts à la School of the Museum of Fine Arts at Tufts (en) à Boston dans l'état du Massachusetts. Il réalise durant cette période un buste de son père. En 1885, il poursuit sa formation à l'académie américaine des beaux-arts de New York tout en enseignant à l'Ethical Culture Society (en) du professeur Felix Adler. En 1887, il termine sa formation à l'académie Colarossi auprès du peintre Louis-Joseph-Raphaël Collin et à l'école des Beaux-Arts de Paris auprès du peintre Jean-Paul Laurens. Il découvre le travail des peintres de l'école de Barbizon et se lie d'amitié avec le peintre Jean-François Millet. Il participe au Salon des artistes français en 1889 et s'installe en 1890 à Fleury-en-Bière ou il se concentre sur la peinture des paysages de la région.
En 1898, il ouvre sa propre école à Québec au Canada ou il donne des cours de peinture l'été. Il travaille le reste de l'année comme professeur à l'Art Society d'Hartford dans l'état du Connecticut. En 1899, il épouse la photographe et journaliste Lillian Baynes Griffin (en). Il découvre la colonie artistique d'Old Lyme en 1902 et déménage à Old Lyme en 1904 après l'arrivée de son ami Childe Hassam sur place. Il divorce en 1908 et quitte l'année suivante Old Lyme, ou il continuera à participer occasionnellement à la vie artistique du lieu, pour l'Europe. Il séjourne d'abord en Norvège ou il visite notamment le comté de Sogn og Fjordane, avant de s'installer en 1911 en France à Boigneville dans l'ancien département de Seine-et-Oise. Durant cette période, il visite également la région de la Bretagne et de la Normandie. En 1913, il voyage à Venise et à Vérone en Italie en compagnie du peintre William Gedney Bunce. À cause de la Première Guerre mondiale, il doit quitter la France en 1914 et rentre alors aux États-Unis. Il s'installe dans sa ville natale dans le quartier de Stroudwater (en). En 1915, il remporte une médaille d'or lors de l'exposition universelle à San Francisco et voit son ami le sculpteur Paul Wayland Bartlett réaliser son buste. En 1923, il part à nouveau pour la France ou il réside jusqu'en 1933, habitant à partir de 1926 à Contes dans le département des Alpes-Maritimes. Malade, il revient en 1933 dans sa ville natale ou il meurt en 1935. Il repose au cimetière Evergreen de la ville (en).
Ces œuvres sont notamment visibles ou conservées à l'académie américaine des beaux-arts de New York, au musée des Beaux-Arts de Boston, à la National Gallery of Art, au Smithsonian American Art Museum et à la The Phillips Collection de Washington, au Portland Museum of Art (en) de Portland, au Chazen Museum of Art de Madison, à la Connecticut Historical Society (en) et au Wadsworth Atheneum d'Hartford, au Florence Griswold Museum d'Old Lyme, au Lyman Allyn Art Museum (en) de New London, au New Britain Museum of American Art de New Britain, au Hickory Museum of Art (en) d'Hickory, au musée d'Art d'El Paso, à la Memorial Art Gallery de Rochester, au Westmoreland Museum of American Art (en) de Greensburg, à l'University of Kentucky Art Museum (en) de Lexington, au Washington County Museum of Fine Arts d'Hagerstown, au Sheldon Museum of Art de Lincoln, au Davis Museum (en) de Wellesley, au Bowdoin College Museum of Art (en) de Brunswick, au Colby College Museum of Art (en) de Waterville, au Farnsworth Art Museum (en) de Rockland, à l'Hunter Museum of American Art (en) de Chattanooga, à l'Everson Museum of Art de Syracuse, au Philbrook Museum of Art de Tulsa, au High Museum of Art d'Atlanta, au Cheekwood Botanical Garden and Museum of Art (en) de Nashville et au Singer Laren de Laren aux Pays-Bas

## Œuvres

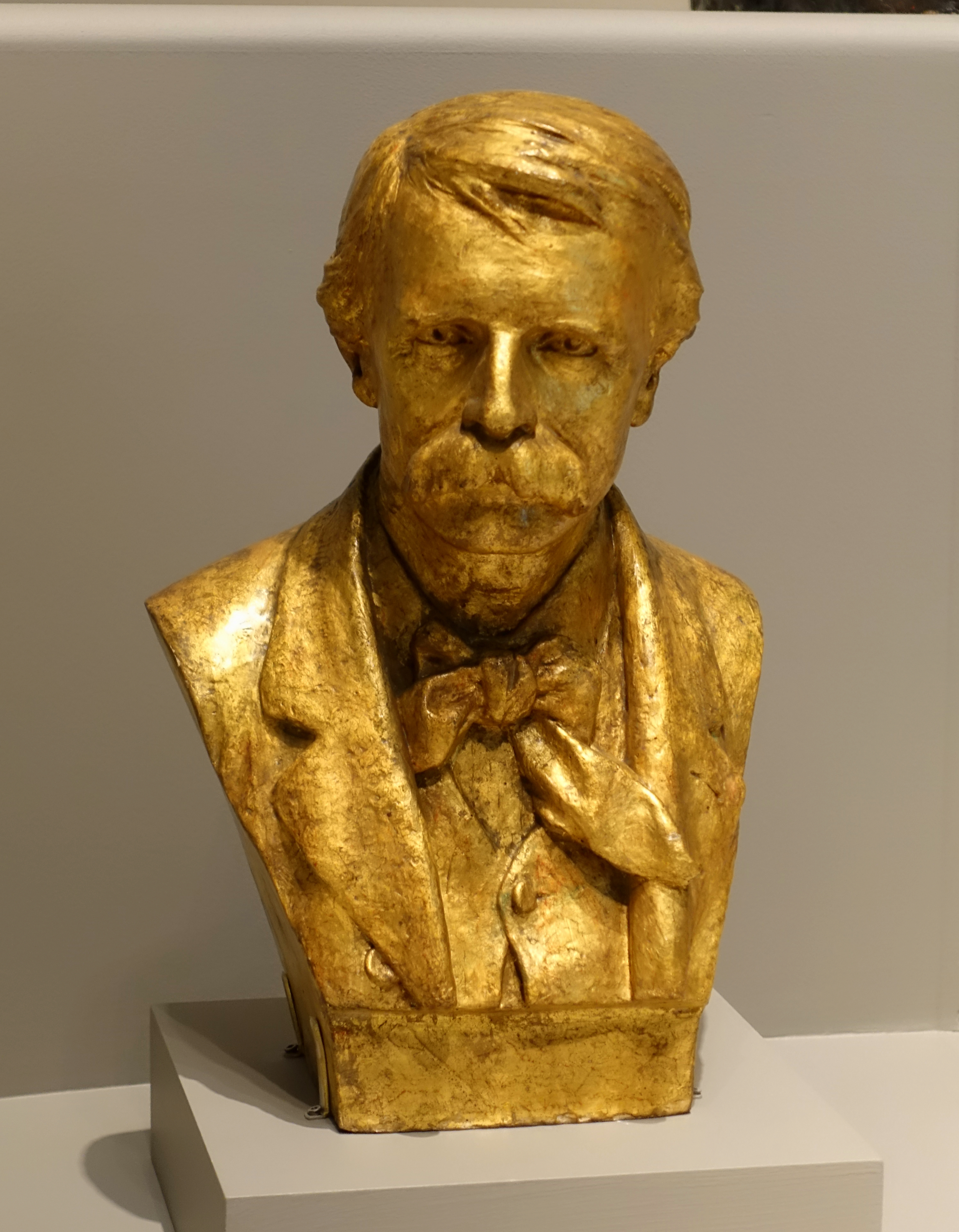
Buste d'Edward Souther Griffin, en plâtre et feuille d'or, 1881, Portland Museum of Art (en)
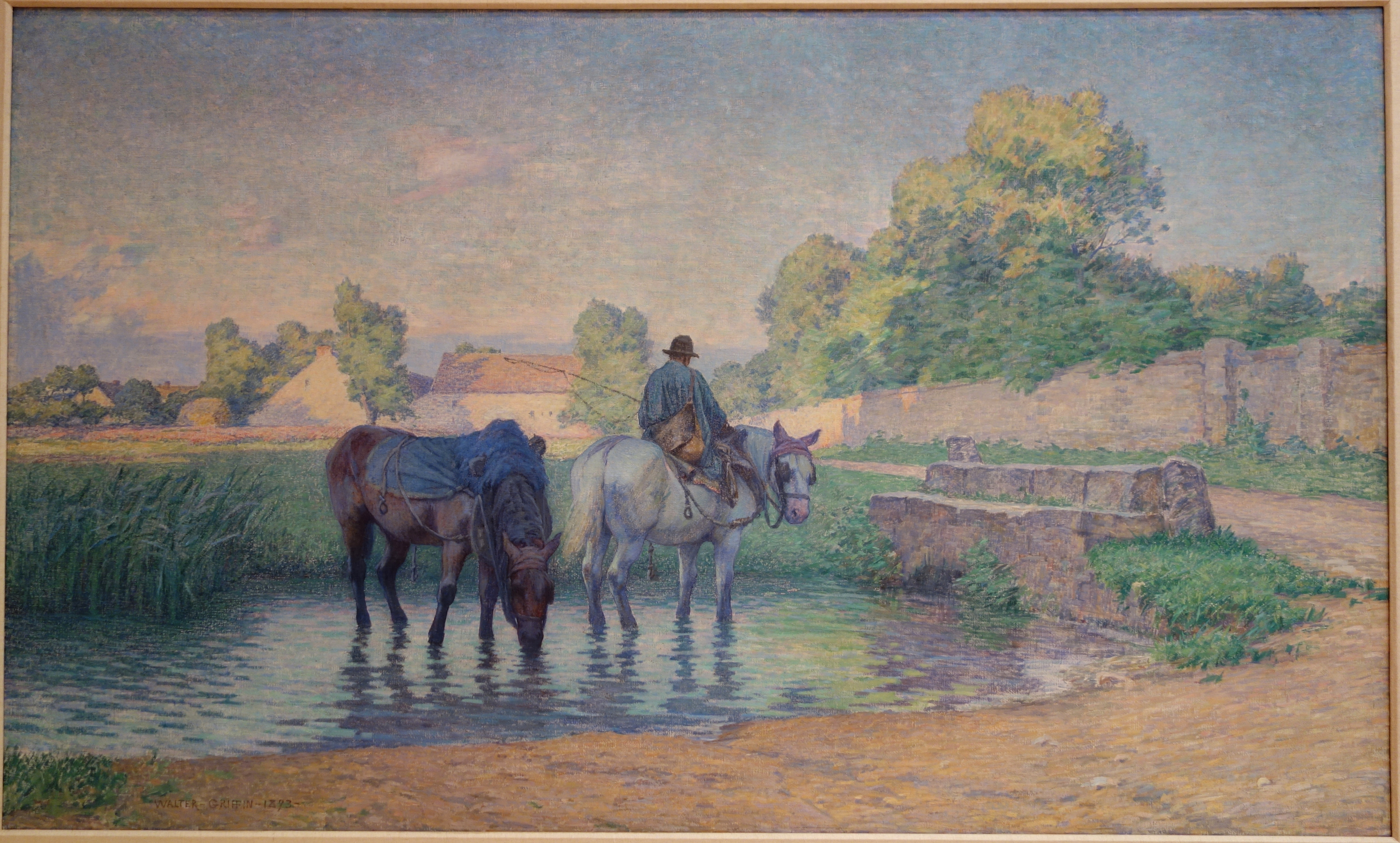
Scene at Fleury, France, 1893, Chazen Museum of Art
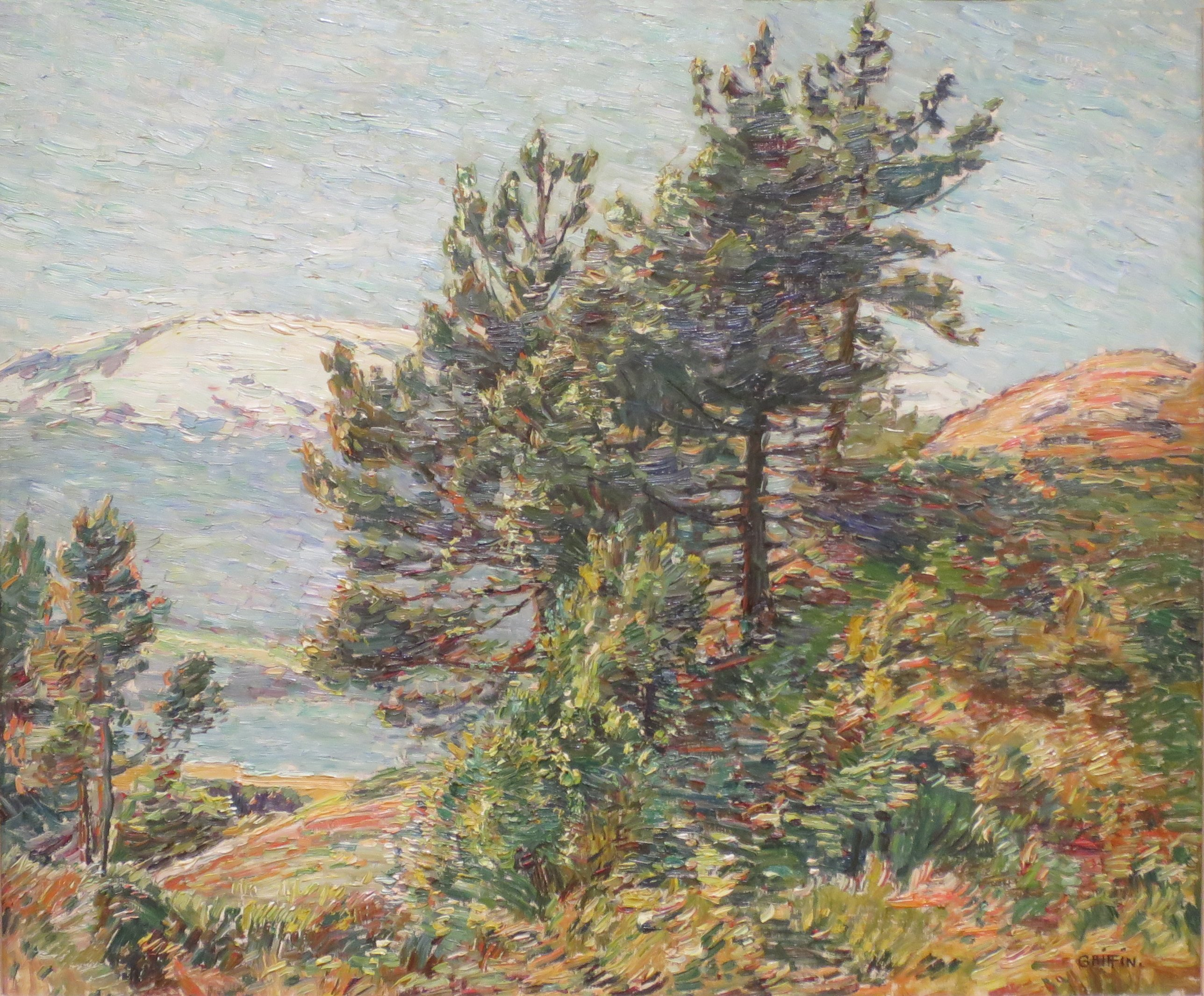
Norway Pines Landscape, 1911, Musée d'Art d'El Paso
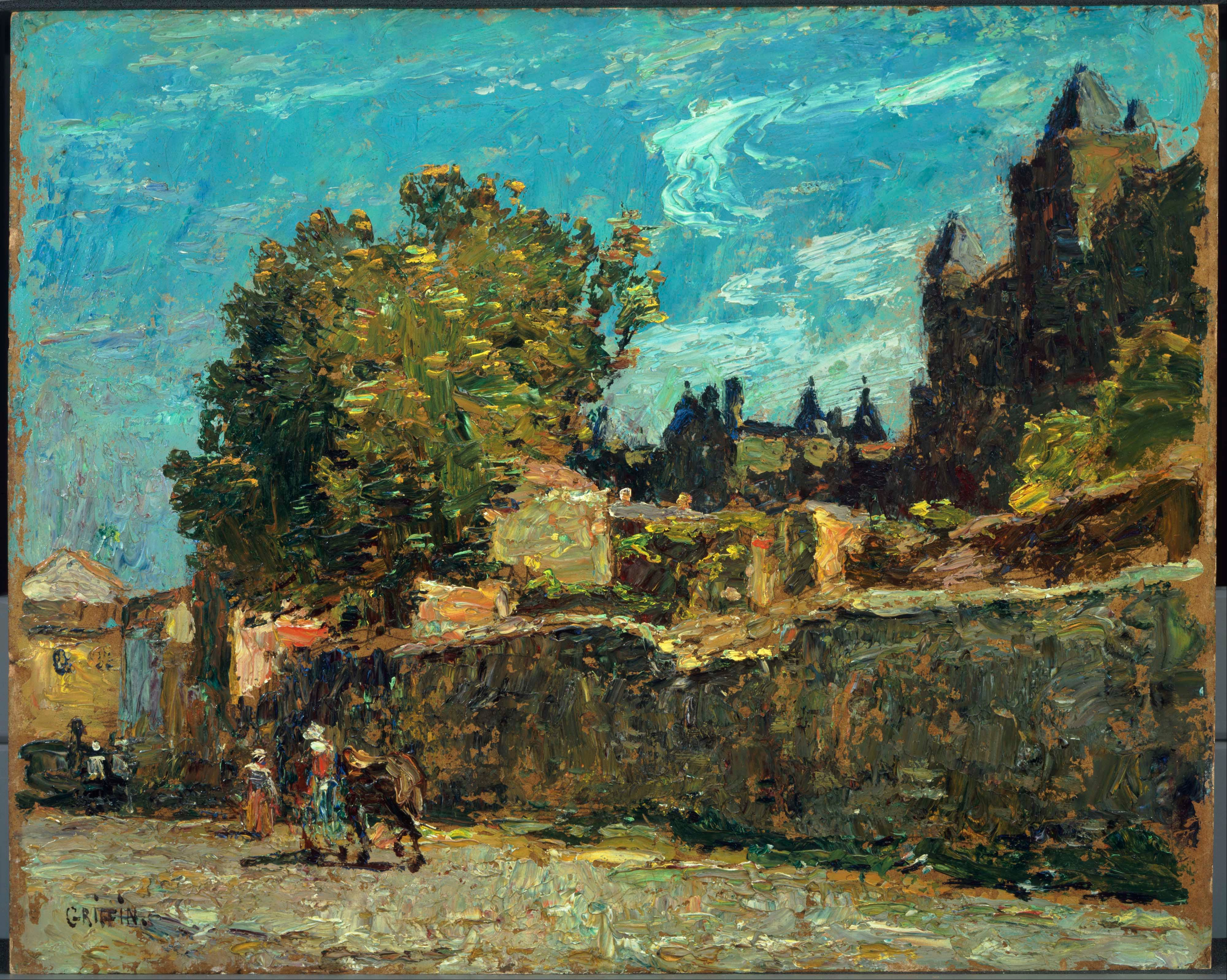
Carcassonne, 1911, The Phillips Collection
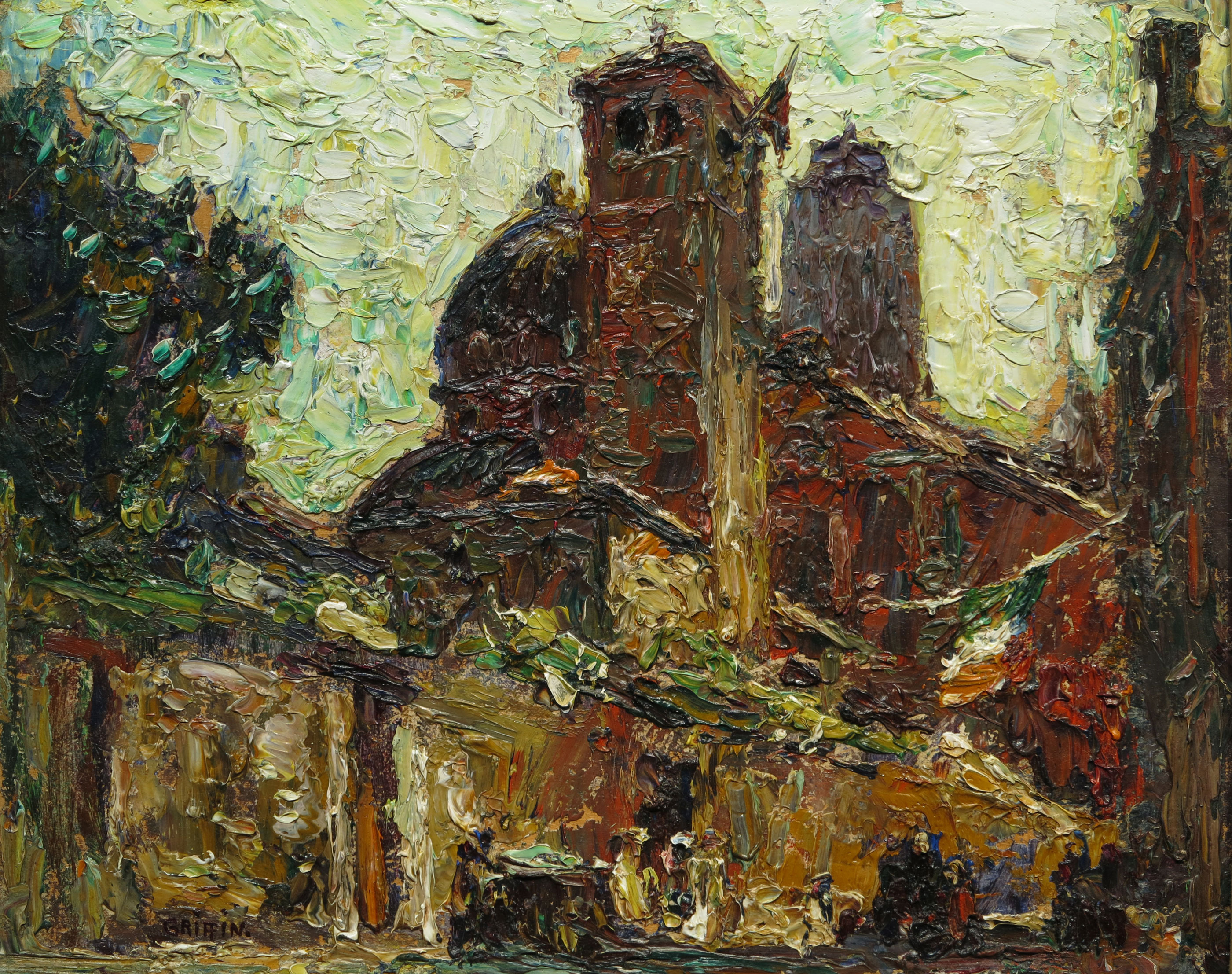
Marketplace, Venise, Italy, 1913
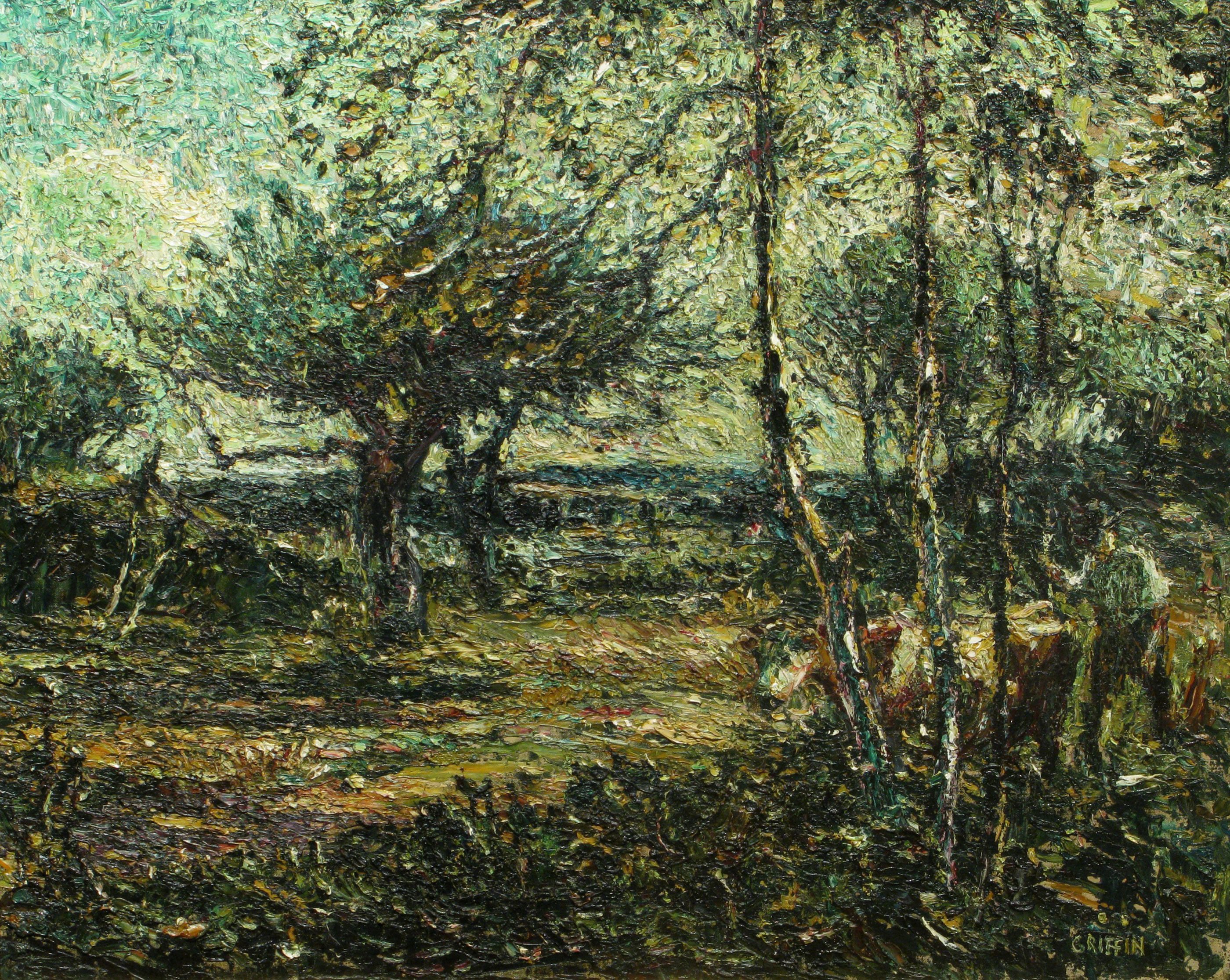
Morning Sunlight, Summer, Gray, Maine, 1917
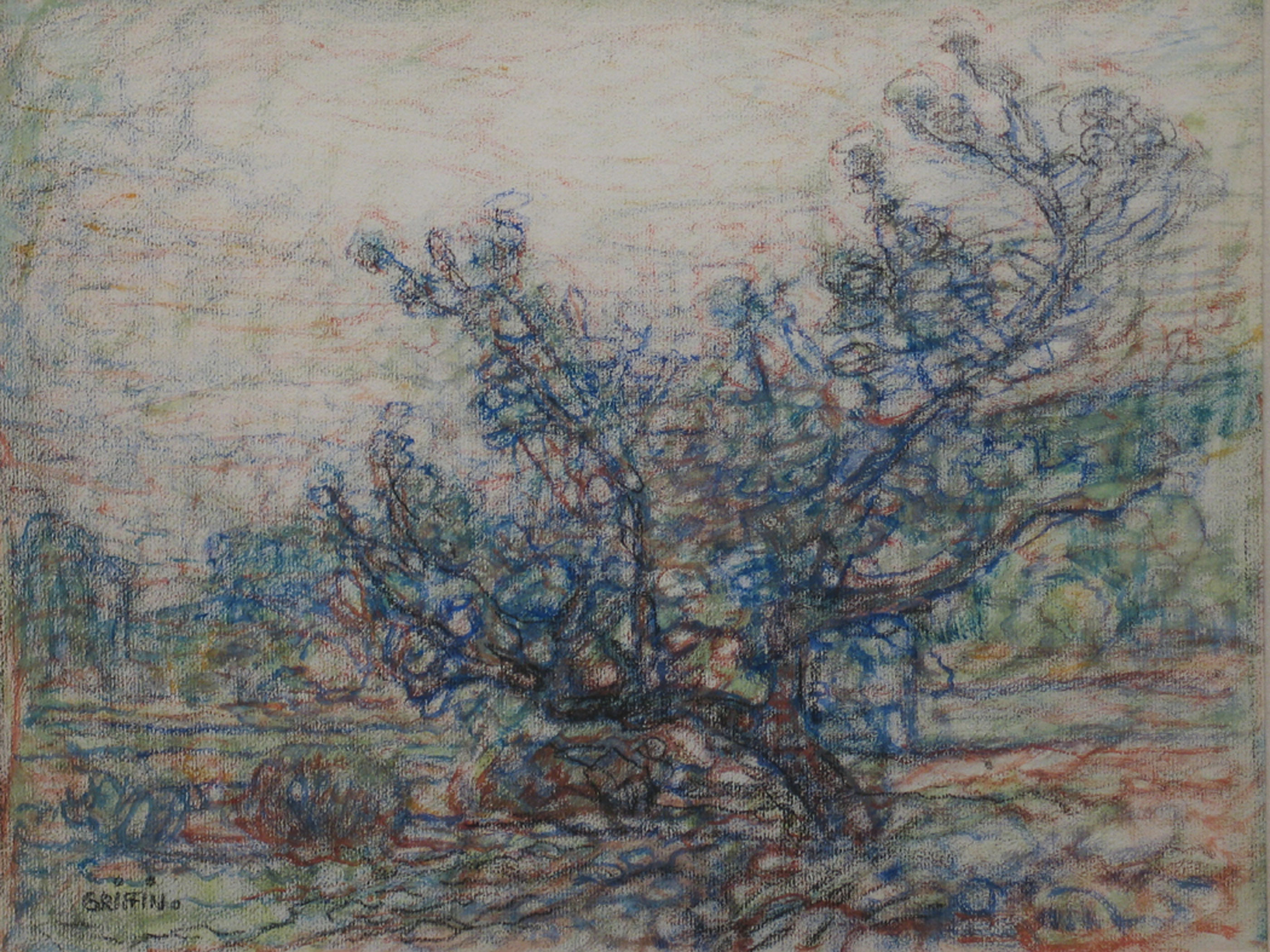
Summer, Brittany, 1923
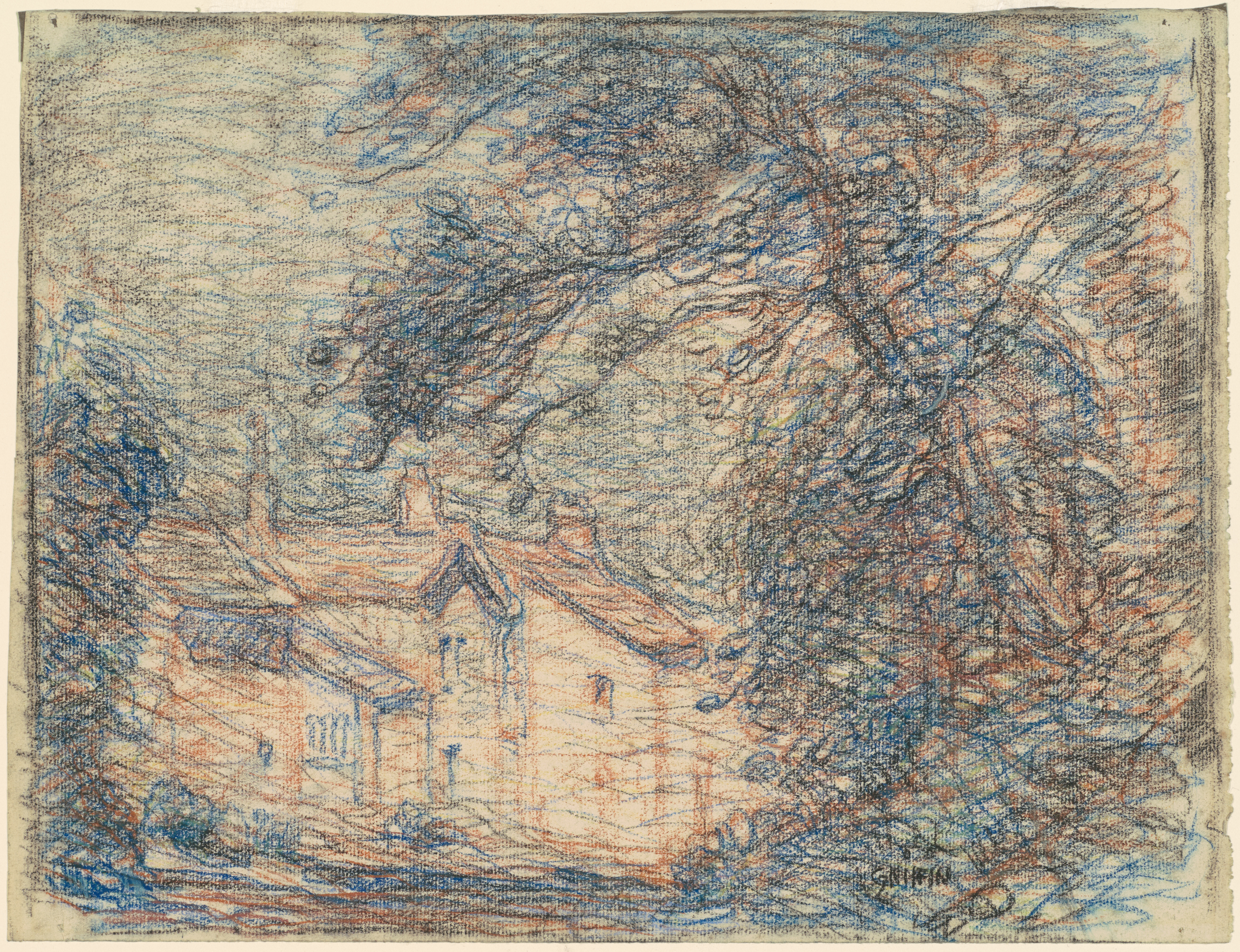
Village Street, entre 1920 et 1923, National Gallery of Art
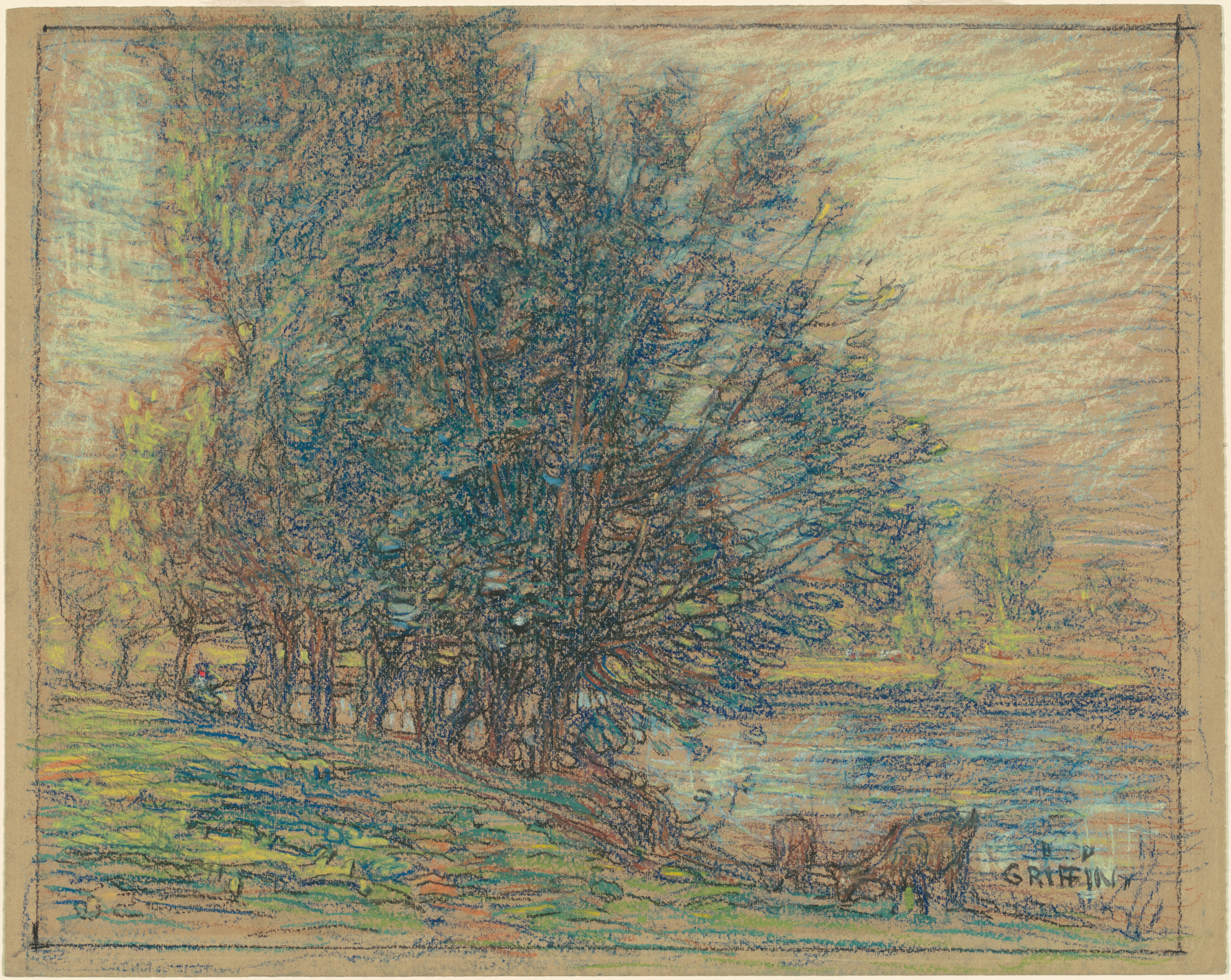
Willows, Longpre, France, entre 1911 et 1914, National Gallery of Art
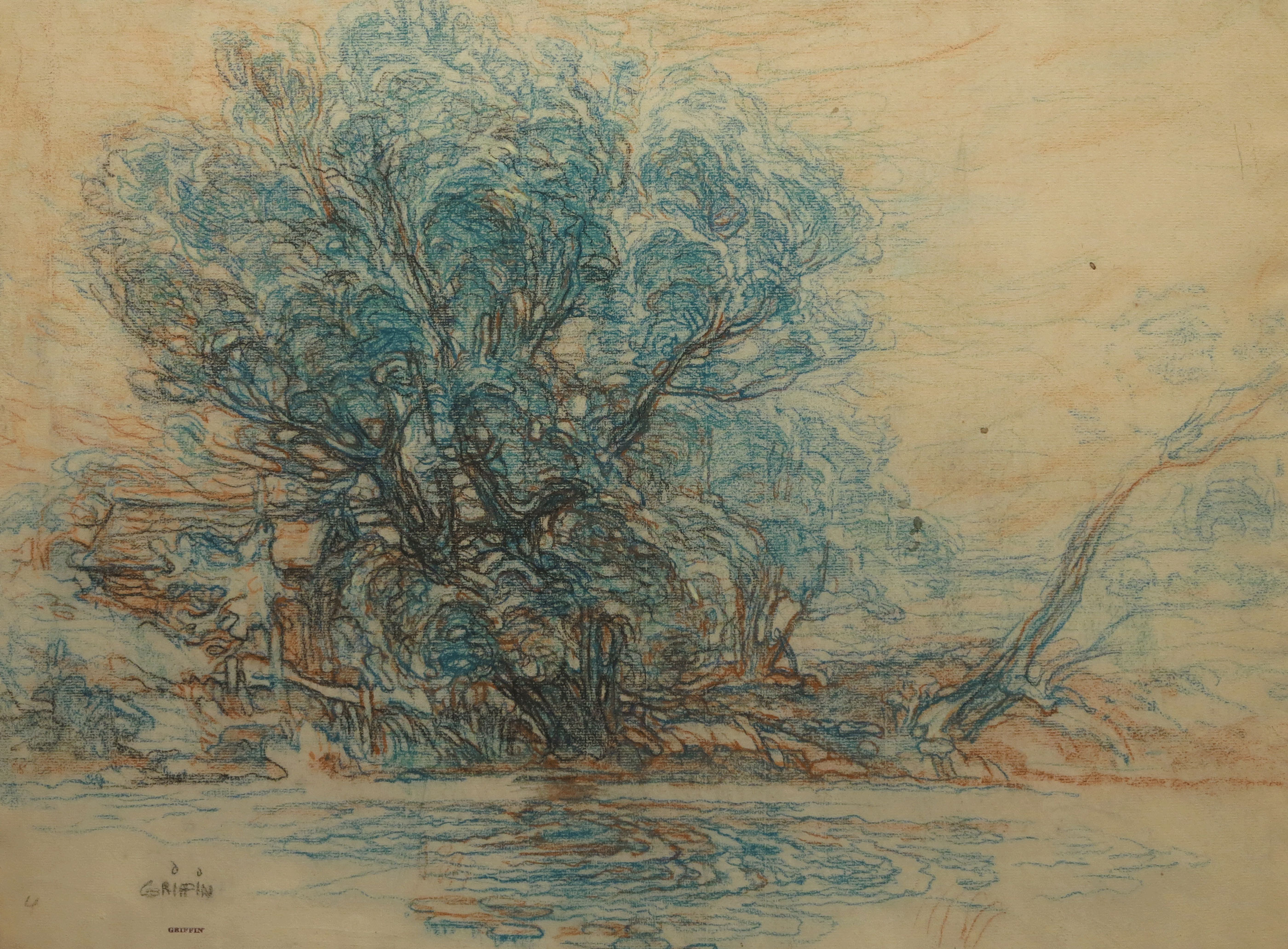
Stroudwater, Maine, sans date
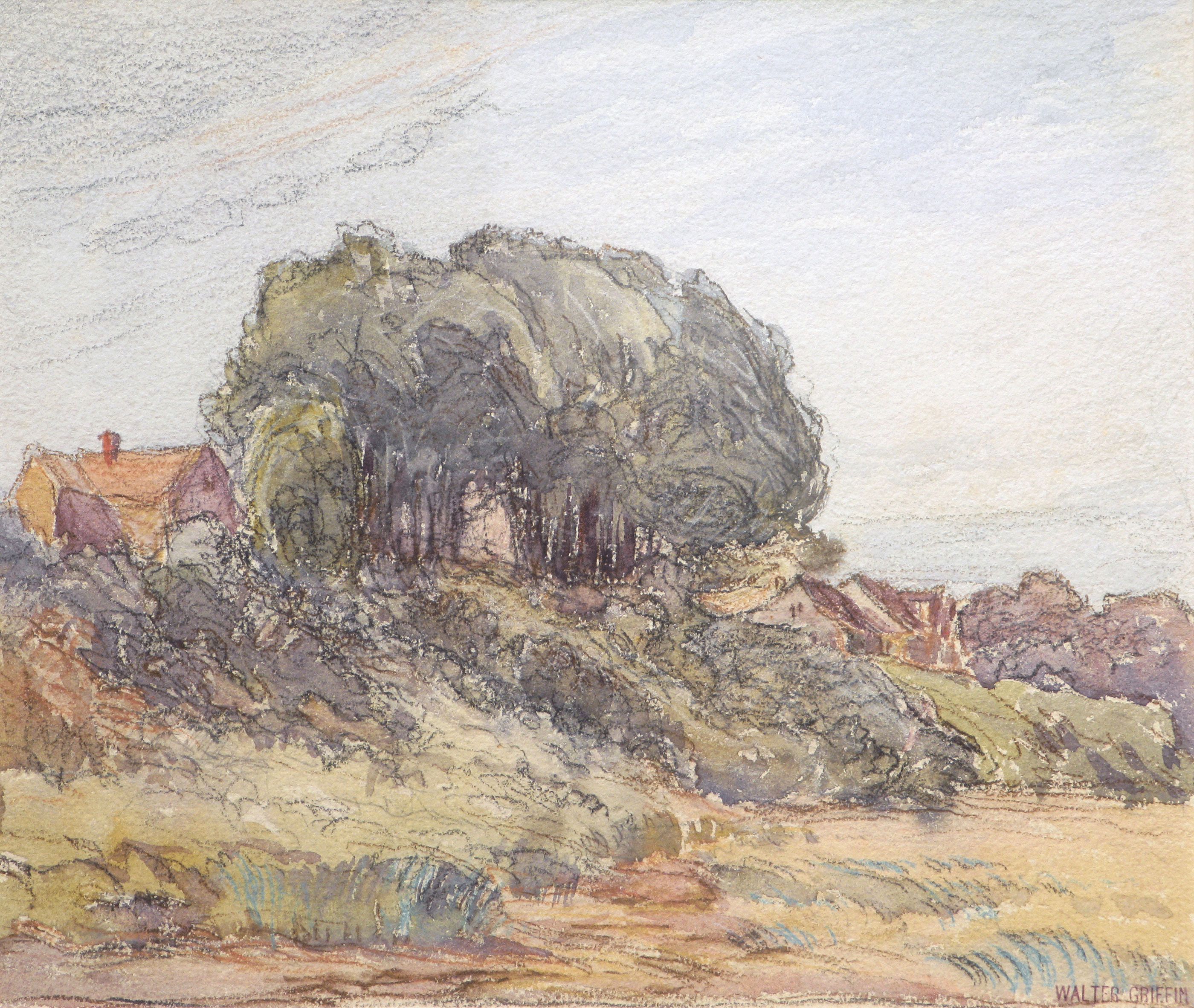
House on a Hill, sans date
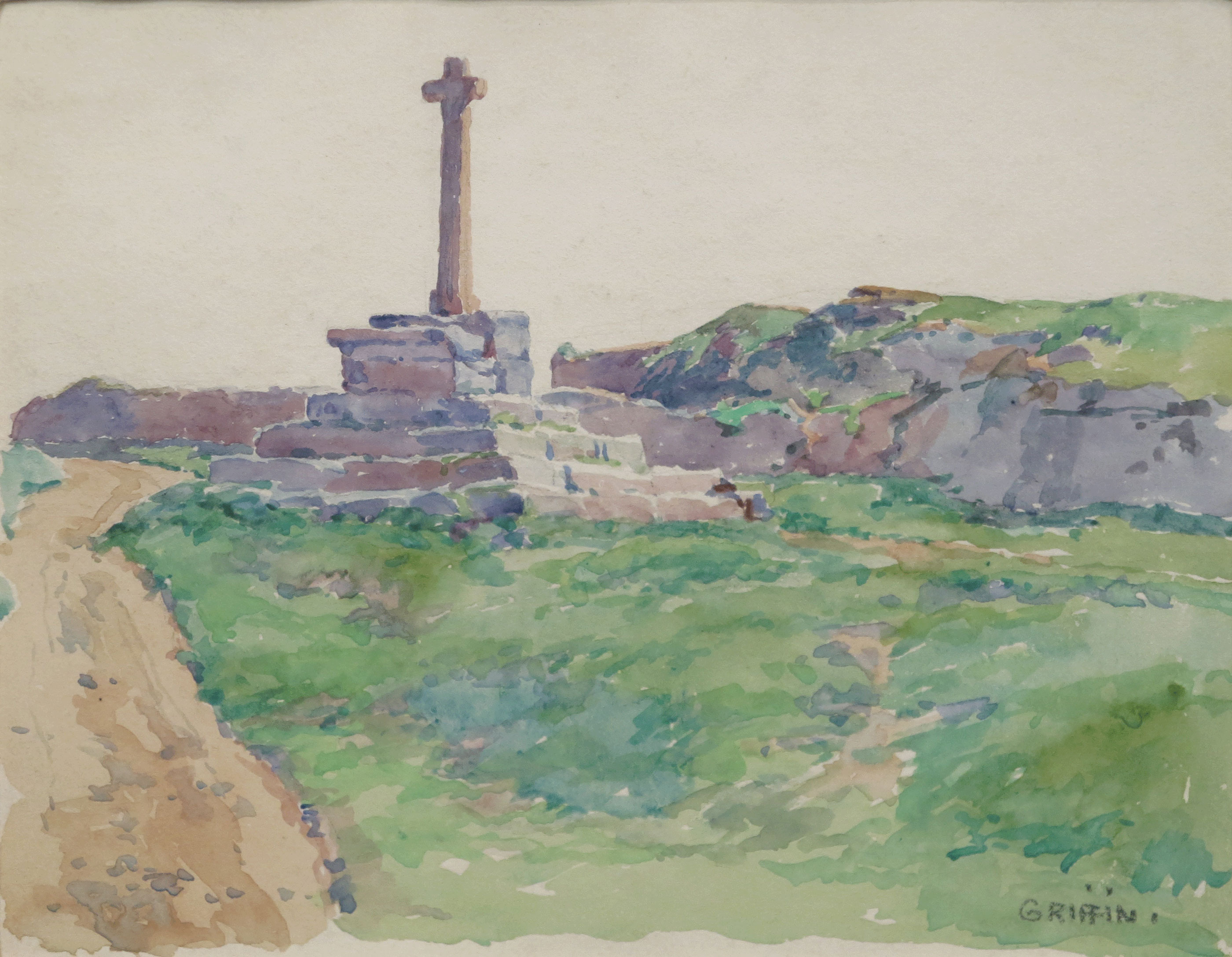
Road to Cross, sans date